# Río Itonamas
Le río Itonamas appelé aussi río San Julian ou río San Miguel dans son cours supérieur est une rivière de Bolivie, affluent du río Guaporé. Ce cours d'eau coule dans le département de Beni et le département de Santa Cruz.

## Géographie
Le río Itonamas a son origine sous le nom de rio San Julian (ou San Miguel) dans la Laguna Concepción aux coordonnées 17° 25′ 00″ S, 61° 18′ 00″ O, lagune dont il est l'émissaire. Ses formateurs principaux sont le rio Santa Maria qui vient de l'est et le rio Quimome qui est issu des Bañados del Izozog au sud. Ces deux formateurs se rejoignent quelques kilomètres en amont de la lagune. En aval de celle-ci, l'émissaire se dirige vers l'ouest d'abord, puis progressivement vers le nord-nord-ouest. Il change trois fois de nom avant d'atteindre le rio Guaporé, il se nomme d'abord rio San Julian (ou San Miguel), puis rio San Pablo, et enfin rio Itonamas. Sa longueur est de 1 493 km y compris celle d'un des formateurs. Il a comme affluents majeurs :
- le río Machupo (290 km, 11 600 km2, 160 m3/s) qui le rejoint juste avant son embouchure dans le rio Guaporé
- le Río Quizer (90 km)

Il est en fait le dernier maillon d'une chaîne de cours d'eau et de zones humides ou lagunes, qui débute par le Río Parapetí et les Bañados del Izozog et se poursuit par les rios Quimome, San Julian (San Miguel), San Pablo et Itonamas. Cette chaîne est en fait une seule et même rivière dont la longueur totale est de 1 700 km, dont le cours est parallèle au rio Grande-Mamoré, et qui constitue le sous-affluent le plus méridional de l'immense bassin amazonien (6 112 000 km2).
La superficie du bassin du río Itonamas est de 70 000 km2 environ. Elle atteint 123 853 km2 en incluant le río Parapetí et les Bañados del Izozog.